# Генгело (Гелдерланд)
Генгело (нід. Hengelo) — місто в нідерландській провінції Гелдерланд. Входить до муніципалітету Бронкгорст, є його адміністративним центром.
До 2005 року мало статус окремого муніципалітету.

## Галерея

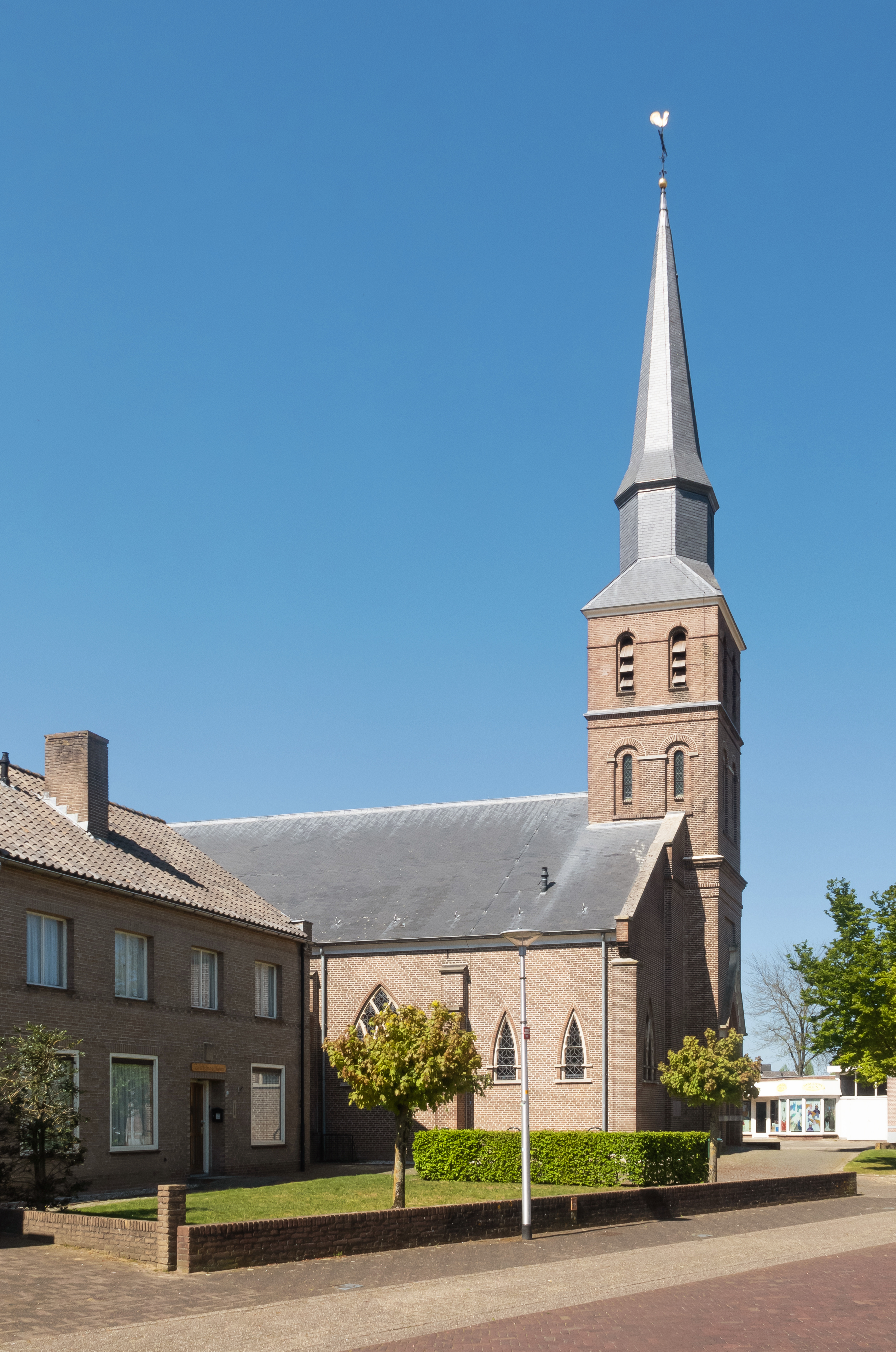
Церква Віліброрда
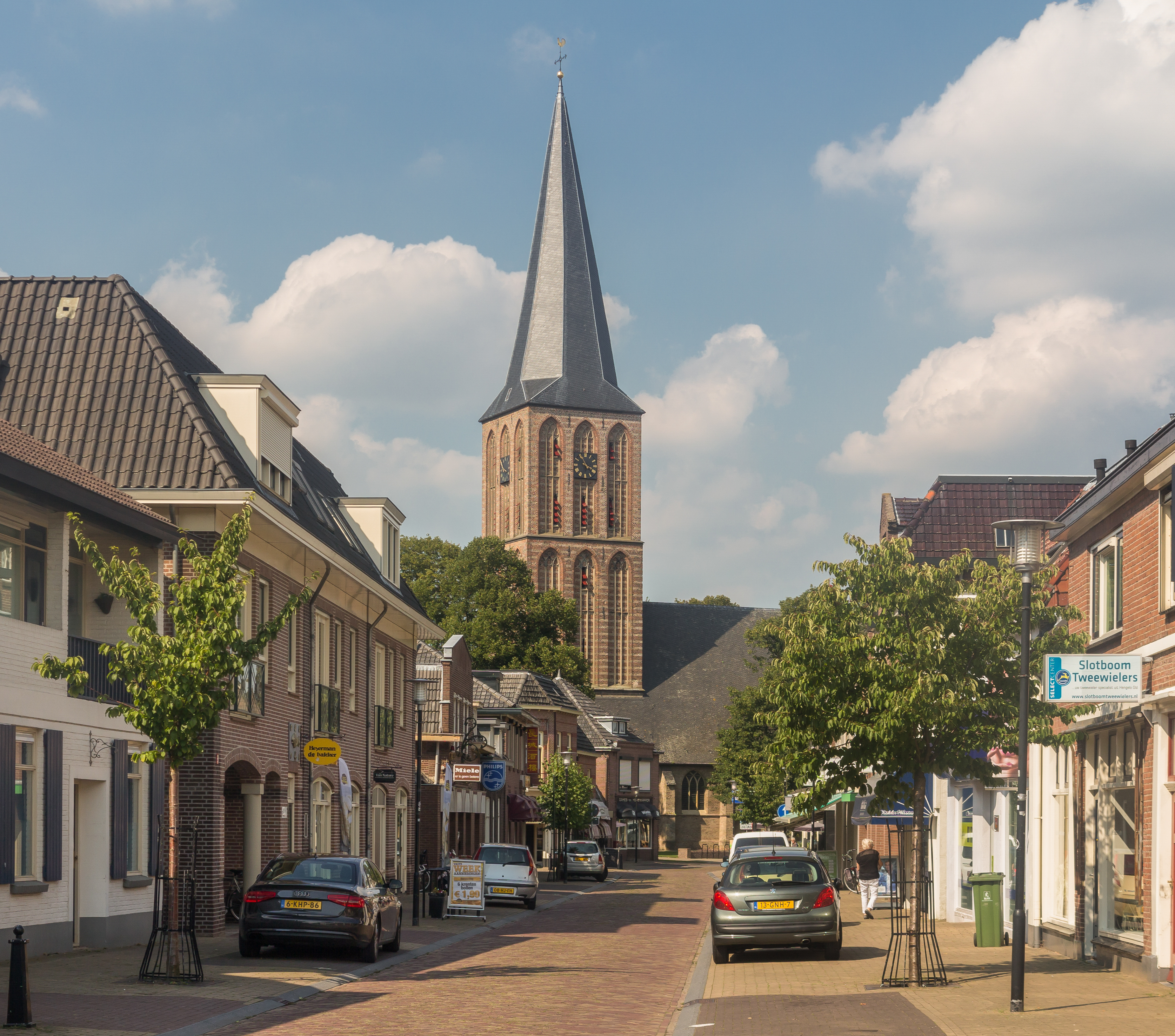
Церква Ремігіуса
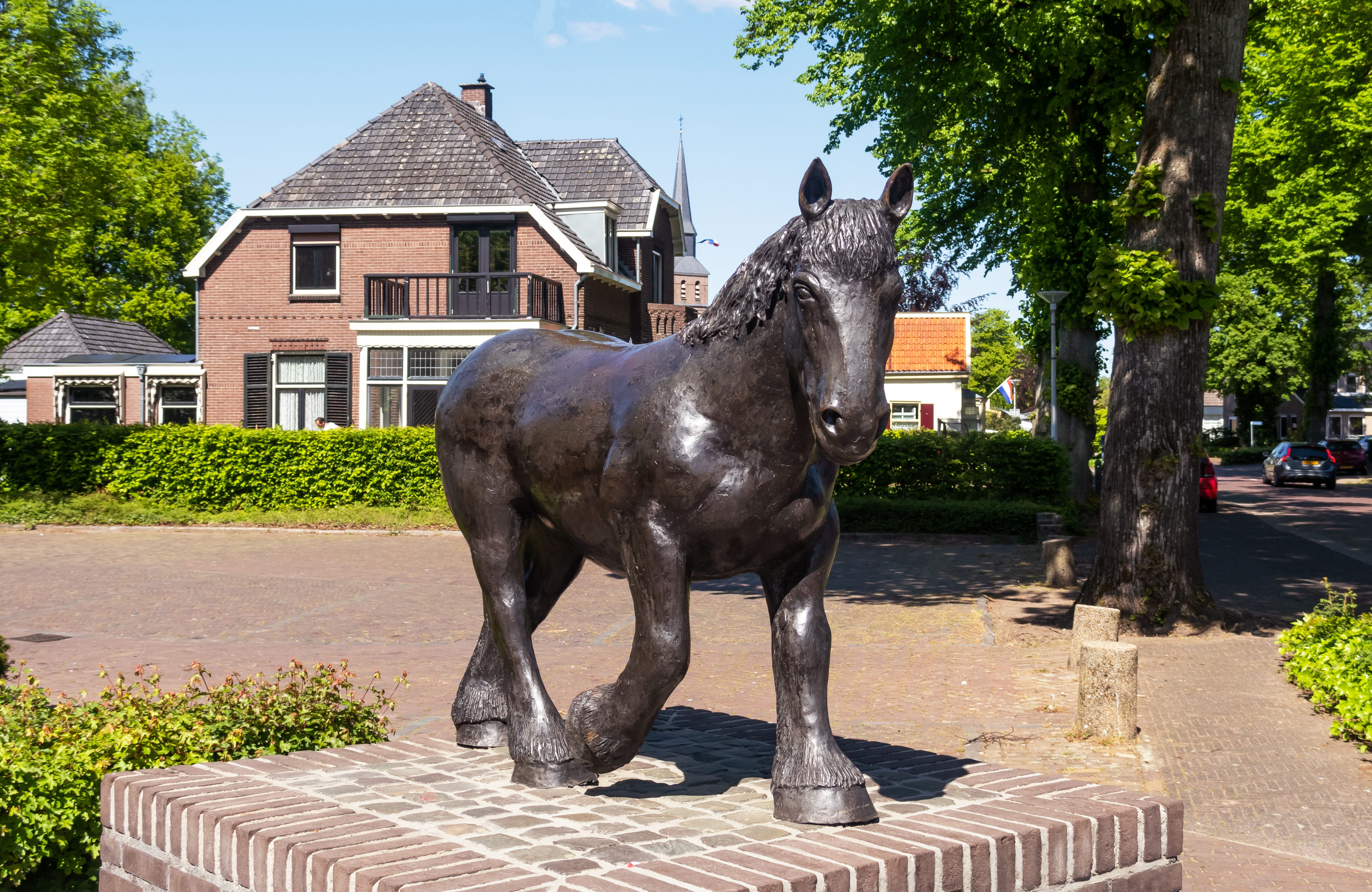
Скульптура у місті